# Divošky
Divošky (původně Divácké zprávy) jsou televizní pořad, vysílaný v letech 2013–2020 na televizi Prima.

## O pořadu
Pořad byl vysílán od října 2013 do dubna 2020 každý večer od 19.40 na TV Prima, nahradil Zprávy z Vily. V roce 2017 došlo k přejmenování Diváckých zpráv na Divošky. Pořad se skládal primárně z amatérských videí od diváků a zábavných videí ze sociálních sítí. Ke zrušení Divošek došlo v dubnu 2020 kvůli startu zpravodajské stanice CNN Prima News.
Mezi moderátory pořadu patřili Michal Kavalčík, Andrea Košťálová, Tomáš Kraus, Lucie Šilhánová a Petr Vojnar.